# Україна та євро
Майбутнє членство України в Європейському Союзі зобов'язує її врешті приєднатися до єврозони. Прийняття євро при вступі України до Європейського Союзу буде неминучим етапом згідно з Маастрихтським договором і, спричинить як позитивні, так і негативні наслідки, тому пріоритетом є встановлення відповідного рівня економіки та фінансів під час зміни валюти. У країнах єврозони прийняття єдиної валюти мало різні наслідки, але ні в якому разі вона не мала таких негативних наслідків, які могли б загрожувати значним економічним спадом.
Питання впровадження євро як національної валюти є предметом постійного суспільного інтересу в країнах Європейського Союзу, як ось у Болгарії, Польщі, Румунії, Угорщині та Чехії, та країнах майбутніх розширень ЄС, де в обігу лишились національні грошові одиниці.

## Передумови
Держави, які приєднались чи в процесі приєднання до Європейського Союзу, а потім до Економічного та валютного союзу (ЕВС), беруть на себе зобовʼязання прийняття євро як національної валюти згідно Мастрихтського договору, Лісабонської угоди та відповідно виконання умов монетарної, фіскальної і валютної конвергенції, а саме: стабільність цін, фіскальна стабільність, стабільність процентної ставки та курсу валют.
Приєднання України до єврозони слід розглядати в довготривалому аспекті, насамперед, Україна зіткнеться з триступеневою інтеграцією введення єдиної валюти, а саме:
- Дерогація. В актах, які стосуються законодавства Європейського Союзу, термін «дерогація» використовується у тих випадках, коли держава-член затримала реалізацію елементів законодавства ЄС у їх власній правовій системі, враховуючи те, що для цього є узгоджені терміни. Або, коли держава-член вирішує не застосовувати особливе положення певної угоди чи закону в таких випадках, як надзвичайні ситуації та форс-мажорні обставини. Дерогація — це тимчасові послаблення або відстрочки по імплементації узгоджених норм законодавства.[3]
- Приєднання до ERM II — (Exchaneg Rate Mechanism II), європейського грошового механізму. Це система, яка стабілізує обмінний курс національної валюти щодо євро. Проте, необхідність стабілізації валютного курсу в певному діапазоні також може спричинити інші небезпеки, такі як:

1. неможливість поглинати асиметричні поштовхи за рахунок зміни номінального курсу, адже коливання курсу обмежені правилами системи ERM II;
2. ризик спекулятивного нападу — інвестори можуть спокуситись перевірити рішучість центрального банку захищати обмінний курс і, таким чином, багато заробляти за рахунок наших валютних резервів;
3. практично немає можливости коригувати номінальний рівень обмінного курсу після введення ERM II — допускається лише переоцінка центрального паритету.

- Завершальним етапом є входження держави до єврозони.

На даний час є багато аргументів «за» впровадження євро, а саме: покращення рівня інтеграції фінансових ринків; фінансова безпека банків; зниження трансакційних витрат та валютного ризику; покращення макроекономічної ситуації; зниження процентних ставок. Обмін національної валюти на євро є важливим елементом, що призведе до ліквідації курсу гривні на євро, до зниження витрат на підприємницьку діяльність внаслідок зменшення потреби в хеджуванні проти валютного ризику, підвищить міжнародну позицію країни як конкурента. Існування єдиної валюти збільшує прозорість ринку, що теоретично означає посилення конкуренції. Безперечно, це є перевагою як для підприємців, так і для споживачів, оскільки дозволяє ефективно приймати оптимальні рішення, як щодо вибору місця продажу, так і для придбання товарів і послуг.
Важливим елементом вступу до єврозони є проведення кампанії для інформування громадськости, оскільки це є необхідною умовою успіху приєднання до єврозони. Виходячи з досвіду країн єврозони, ефективна інформаційна кампанія значно покращує хід зобовʼязань щодо запровадження євро, а також подолання соціальних проблем, які є наслідком невизначености наслідків введення валюти. Кожен громадянин повинен знати про всі витрати при прийнятті єдиної валюти та курсу конвертації гривень в євро.

## Історія
Досі Національний банк України використовує монетарну стратегію таргетування обмінного курсу, застосовуючи як валюту-якір долар США. Наприклад, у 2002 р. уряди балтійських країн змінили прив'язку літа з долара до євро, що допомогло країнам підготуватися до вступу у Європейський монетарний союз. Європейська інтеграція України та процес вступу України до Європейського Союзу відкрив питання перегляду оптимальної валютної зони. Термін «валютна зона» використовується для визначення рівня практичного співробітництва країн у сфері валютно-фінансових відносин, а концепція «оптимальної валютної зони» є теоретичною конструкцією і означає найбільший економічний простір, біля якого економічно доцільно використовувати одну грошову одиницю за умов збереження внутрішнього (зайнятість) та зовнішнього (рівновагу платіжного балансу) балансів. З'являється необхідність переорієнтації прив'язки обмінного курсу від долара США до євро через більшу відповідність монетарної інтеграції України з єврозоною цілям технологічного розвитку та економічного зростання України.
Україна розпочала процеси приведення у відповідність законодавства України та європейських норм. Не стала винятком і сфера регулювання малого та середнього бізнесів. 22 березня 2012 року був прийнятий Закон України «Про розвиток та державну підтримку малого і середнього підприємництва в Україні», у якому Україна застосуває ті самі критерії, що використовуються практично у всьому Європейському Союзі. Дефініція малого бізнесу в цьому законі настільки схожа на європейську, що навіть параметри обороту виражені у євро, хоча станом на 2012 рік національною валютою України була гривня. Закон України «Про розвиток та державну підтримку малого і середнього підприємництва в Україні» не містить визначення середнього бізнесу, хоча його можна вивести. Так, українське законодавство встановило, що всі компанії, які мають менше 10 працівників та обіг менше 2 млн євро, є мікропідприємствами, до компаній малого бізнесу зараховують ті, які мають від 10 до 50 робітників і оборот менше 10 млн євро, а компанії, що мають більше 250 співробітників та оборот понад 50 млн євро, називаються великими підприємствами.
1 серпня 2022 року після отримання статусу кандидата на вступ до ЄС, Національний банк України оголосив, що активно працює над приєднанням України до Єдиної зони платежів у євро (SEPA). З цією метою розпочато співпрацю з Європейською платіжною радою (ЕРС), яка координує діяльність SEPA. Україна продовжить діалог та експертні обговорення, щоб спільно визначити критерії процесу приєднання, розробити дорожню карту та покроковий план швидкої інтеграції. Крім того, Національний банк України 1 квітня 2023 року здійснить перехід на нове покоління системи електронних платежів Національного банку (СЕП) – на базі міжнародного стандарту ISO 20022 та в цілодобовому режимі (24/7). Перехід на ISO 20022 разом із упровадженням IBAN створюють технологічне підґрунтя для приєднання України до Єдиної зони платежів у євро (SEPA) та реалізації сервісу миттєвих платежів в Україні.